# Barto Pedro Orent-Niedzielski

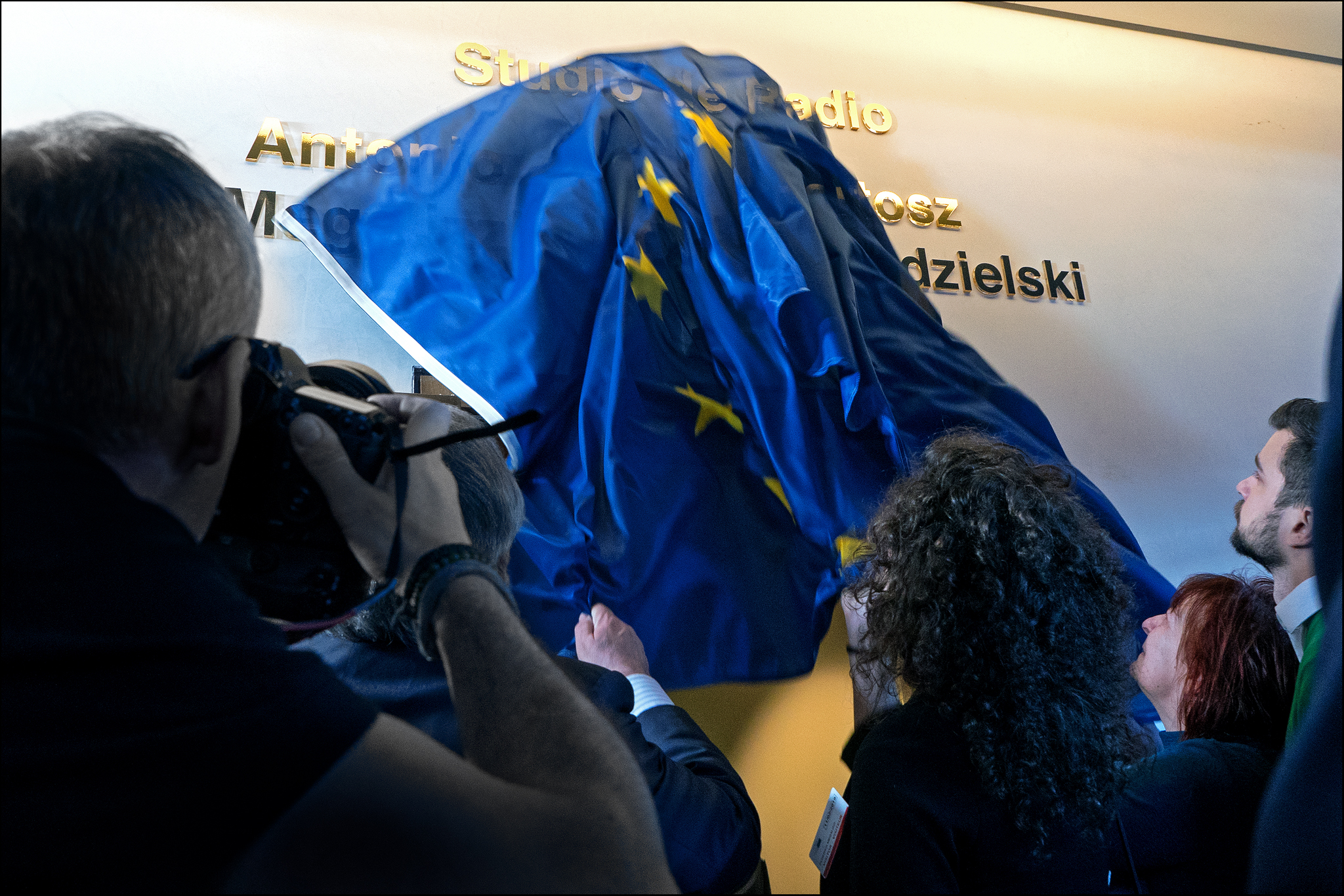
Intitolazione dello studio radiofonico del Parlamento europeo a Bartosz Orent-Niedzielski e Antonio Megalizzi

Bartosz Orent-Niedzielski, detto Barto Pedro (Katowice, 1983 – Strasburgo, 16 dicembre 2018), è stato un giornalista, conduttore radiofonico e musicista polacco naturalizzato francese.
Era noto anche come Bartek.

## Biografia
Nato a Katowice, da adolescente emigrò con la madre Dorota e il fratello Jakub in Francia, stabilendosi a Strasburgo, dove frequentò il Lycée international des Pontonniers. Successivamente condusse un programma radiofonico in collaborazione con il Parlamento europeo; al tempo stesso si impiegò come guida turistica. A Strasburgo collaborò anche con diversi organi della stampa locale. Divenne attivista per le minoranze etniche, culturali e sessuali, sostenendo il movimento LGBT, la cultura yiddish e la causa ecologista. Amante della musica, fece parte di una band e di un gruppo corale. Fu uno degli animatori del Festival Strasbulles, dedicato ai fumetti. Era poliglotta, conoscendo almeno sette lingue, ossia polacco, francese, inglese, italiano, ungherese, yiddish e russo: negli ultimi tempi stava iniziando ad apprendere il turco.
L'11 dicembre 2018, al mercatino di Natale di Strasburgo, il 29enne Chérif Chekatt, un cittadino francese di origine algerina, compì un attacco terroristico usando un coltello e un'arma da fuoco. Orent-Niedzielski si trovava lì in compagnia dell'amico italiano Antonio Megalizzi, giornalista come lui, e di due ragazze, quando vennero avvicinati da Chekatt, che sparò i suoi proiettili contro di loro. Solo le ragazze rimasero illese, salvate dai due amici, che si frapposero tra loro e l'aggressore, restando colpiti alla testa. I due giovani entrarono in coma: Megalizzi morì dopo tre giorni, mentre Orent-Niedzielski dopo cinque.

## Omaggi
- Gli studi radio della sede di Strasburgo del Parlamento europeo sono stati intitolati ad Antonio Megalizzi e Barto Pedro Orent-Niedzielski.[2][3]